# White Oleander
White Oleander è un film del 2002 diretto da Peter Kosminsky, tratto dal romanzo di Janet Fitch.

## Trama
La bionda artista concettuale Ingrid Magnussen viene condannata a trentacinque anni di carcere dopo aver avvelenato il proprio amante con un veleno estratto dall'oleandro bianco. La donna lascia la figlia adolescente Astrid, che non ha mai conosciuto il padre dato che questo ha abbandonato la famiglia per un'altra donna quando Astrid aveva solo sei mesi. I servizi sociali mandano la ragazza a vivere con l'ex spogliarellista Starr Thomas. La donna è molto religiosa e sostiene di aver accettato Gesù come suo salvatore, nonostante il suo comportamento e i suoi vestiti dicano il contrario. Starr vive con Ray, un uomo sposato che però non vede la moglie e il figlio da cinque anni, e alcuni figli, sia suoi che adottati. Quando Ray passa del tempo con Astrid, la donna si ingelosisce e ricomincia a bere finché una notte tenta di uccidere la ragazza, sparandole una pallottola che ferisce Astrid alla spalla. Astrid, dopo essere stata ricoverata in ospedale, viene mandata in un istituto dove si trovano numerosi ragazzi che vivono situazioni simili alla sua. Lì, incontrerà delle ragazze aggressive che la picchiano poiché invidiose della sua bellezza; allora Astrid si taglia i capelli come segno di protesta. Poco dopo conosce Paul, un fumettista di cui si innamora.
Successivamente viene accolta da un'altra famiglia, in cui c'è Claire Richards, una donna fragile che tenta di sfondare come attrice. È sposata, ma il marito è spesso all'estero per lavoro. Nel tempo sviluppa un grande affetto ricambiato verso Astrid ma le cose prendono una brutta piega: il marito geloso la lascia e la madre di Astrid, dopo aver conosciuta Claire in carcere, la ritiene inadatta per la figlia. Claire quindi cede allo sconforto temendo di perdere anche Astrid. Una notte Claire ed Astrid si addormentano sul letto matrimoniale ma la mattina seguente Astrid si sveglia al fianco di Claire senza vita dato che durante la notte si è suicidata con un'overdose di pillole. L'adolescente è costretta a tornare all'istituto dove rimane per qualche tempo, finché la sua assistente sociale non le rimedia una nuova famiglia. Nonostante questa sia perfetta per la ragazza ed i nuovi "genitori" siano persone gentili e amorevoli, Astrid decide di andare a vivere con una donna russa che si guadagna da vivere prendendo vestiti gettati nella spazzatura, aggiustandoli e vendendoli al mercato. Con lei vivono altre ragazze, tutte in stile punk. Anche Astrid deciderà di tingersi i capelli di nero e di vestirsi come loro.
L'avvocatessa della madre vorrebbe convincerla a testimoniare a suo favore. Astrid, che aveva fatto visita alla madre ma che le aveva detto di non volerla più vedere, accetta di andare a parlarle. Ingrid le chiede se può testimoniare a suo favore. Astrid accetta ma in cambio vuole sapere la verità su tutto: se ha davvero ucciso il suo fidanzato, chi era suo padre, perché ha spinto Claire al suicidio. Ingrid risponde alle domande della figlia, la quale tenta ancora di convincerla a lasciarla andare, scontando la sua pena, ma poi rispetta il patto e le dice che testimonierà a suo favore. Astrid e Paul vanno dunque al processo della madre di lei aspettando di essere convocati dall'avvocatessa. Il processo però finisce inaspettatamente in anticipo e, chiedendo cosa sia successo, alla ragazza dicono che la madre ha deciso di tenerla fuori da questa storia, lasciandola finalmente andare. Due anni dopo Paul e Astrid vivono insieme a New York e la ragazza, di nuovo con i capelli biondi e lunghi, ricorda le sue vicende, per ognuna delle quali ha creato una valigia a tema contenente i suoi ricordi.

## Riconoscimenti
- 2003 - Screen Actors Guild Awards
  - Nomination Miglior attrice non protagonista a Michelle Pfeiffer
- 2003 - Kansas City Film Critics Circle Awards
  - Miglior attrice non protagonista a Michelle Pfeiffer
- 2002 - Satellite Award
  - Nomination Migliore attrice non protagonista in un film drammatico a Renée Zellweger
- 2002 - Phoenix Film Critics Society Awards
  - Nomination Miglior debutto a Alison Lohman
- 2002 - San Diego Film Critics Society Awards
  - Miglior attrice non protagonista a Michelle Pfeiffer
- 2003 - Young Artist Awards
  - Miglior attore giovane non protagonista a Marc Donato
- 2003 - Costume Designers Guild Awards
  - Nomination Miglior costumi a Susie DeSanto
- 2003 - Italian Online Movie Awards
  - Nomination Miglior attrice non protagonista a Michelle Pfeiffer
- 2002 - Washington DC Area Film Critics Association Awards
  - Nomination Miglior attrice non protagonista a Michelle Pfeiffer
  - Nomination Miglior attrice non protagonista a Renée Zellweger